# تل خاري دم دلي غردو (مارغون)
تل خاري دم دلي غردو (بالفارسية: تل خاری دم دلی گردو) هي قرية تقع في إيران في قسم مارغون الريفي. يقدر عدد سكانها بـ 21 نسمة بحسب إحصاء 2016.